# تل مخيريج
مخيريج : أو تل مخيريج أو أبو مخيريج، وهو تل أثري مفتول الخارج،  يقع في العراق ضمن ناحية كنعان في محافظة ديالى، تم الكشف عليه من قبل دائرة الآثار العراقية بتاريخ 1932/10/23م، وتبين انه يرجع إلى زمن الإسلام . يحيط بالتل الشمالي جدار سابق إرتفاعه (4 م) ، في حين يصل إرتفاعه فيما عدا ذلك إلى (2م).
وهذا الأثر يعتبر من الآثار القديمة في بلدروز وهو عبارة عن بناء كالمنارة والمشهور انها بنيت في زمن العباسيين لهداية القوافل وتقع في منطقة بزايز التحويلة في بلدروز، والبناء متداعٍ والمنارة متهدمة ولكن الأساسات على حالها. واعلن انه موقع أثري بتاريخ 1940/2/26م. وكأن دور منارة مخيريج في ارشاد قوافل التجارة والحج مشابهاً كما يبدو لعمل منارة أم القرون.